# Trarza
Trarza (arabiska: ولاية الترارزة) är en region (wilaya) i västra Mauretanien. Huvudort är Rosso. Den gränsar till Senegal i söder. Innesluten mellan regionen och Atlanten ligger landets huvudstad Nouakchott. Regionen hade 323 903 invånare vid folkräkningen år 2023.
Trarza är indelat i sju departement (moughataa).
| Departement (moughataa) | Folkmängd (2023) | Kommuner |
| ----------------------- | ---------------- | --- |
| Boutilimit              | 66 999           | - Boutilimit (32 347 invånare) - Elb Adres (2 598 invånare) - Ajweir (3 984 invånare) - Nteichet (10 760 invånare) - Nebbaghiya (8 220 invånare) - Tenghaddej (7 465 invånare) - Elmouyassar (1 625 invånare) |
| Keur Macene             | 33 488           | - Keur Macene (6 272 invånare) - Ndiago (8 926 invånare) - Mbalal (18 290 invånare) |
| Mederdra                | 35 108           | - Mederdra (8 803 invånare) - Beir Towress (1 574 invånare) - Taguilalet (2 559 invånare) - Elkhat (4 513 invånare) - Tiguent (17 659 invånare)                                                               |
| Ouad Naga               | 24 605           | - Ouad Naga (11 987 invånare) - Awleigat (6 405 invånare) - Elariya (6 213 invånare) |
| Rkiz                    | 49 564           | - Rkiz (17 871 invånare) - Boutalhaya (11 739 invånare) - Bareina (19 954 invånare) |
| Rosso                   | 70 403           | - Rosso (61 156 invånare) - Jedr Elmohguen (9 248 invånare) |
| Tekane                  | 43 736           | - Tekane (15 304 invånare) - Chemame (9 735 invånare) - Teichtayat (3 062 invånare) - Lexeibe 2 (15 635 invånare)                                                                                             |